# Dries van Agt

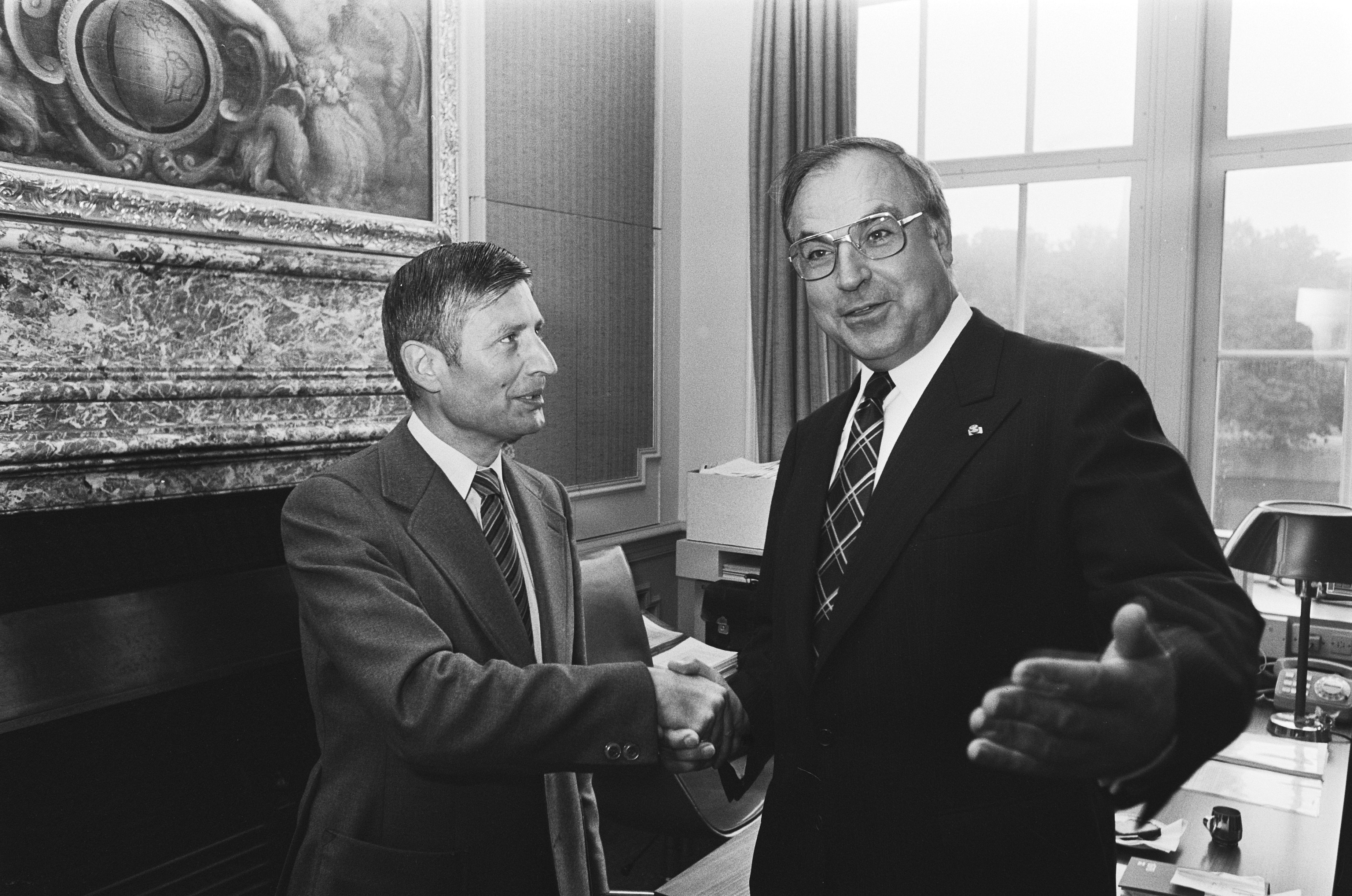
Primeiro-ministro Van Agt recebe o líder alemão Helmut Kohl

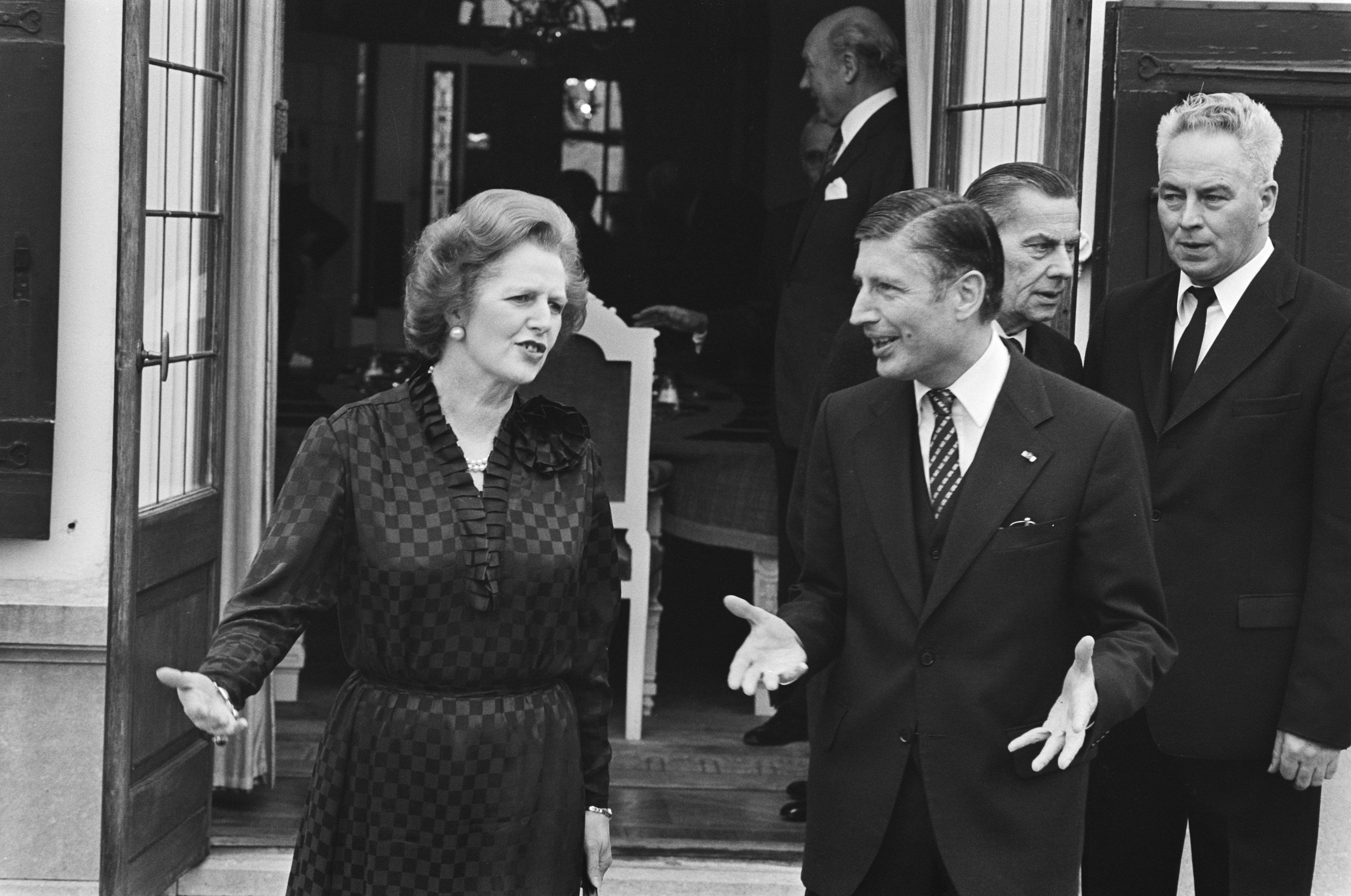
Primeira-ministra Margaret Thatcher (esquerda) com o Primeiro-ministro Van Agt (direita) em Haia

Andreas Antonius Maria van Agt, mais conhecido como Dries van Agt (AFI: [ˈdris fɑn ˈɑxt] (escutarⓘ)) (Geldrop, 2 de fevereiro de 1931 – 5 de fevereiro de 2024), foi um advogado, político e diplomático neerlandês. Ele serviu como Primeiro-ministro dos Países Baixos entre 1977 e 1982, combinando-o com a liderança do partido conservador Apelo Democrata-Cristão (CDA), e na década de 1990 trabalhou no corpo diplomático da Comunidade Económica Europeia.

## Primeiros anos e educação
Dries van Agt nasceu em 1931, em Geldrop, no seio de uma família católica romana. Seu pai era co-proprietário de uma fábrica de textil, que tinha como cliente o Exército dos Países Baixos.
Natural da província de Brabante do Norte e fã de ciclismo, Van Agt desejava ser ciclista professional quando jovem, mas seu pai não concordou com a escolha do filho. Então optou por estudar direito na Universidade Católica de Nimegue, obtendo o mestrado em 1955. Após graduar-se, trabalhou como advogado de defesa criminal na cidade de Eindhoven.

## Carreira política
Em 1958, obteve um cargo de funcionário público na administração holandesa: primeiro no Ministério da Agricultura e de 1962 a 1968 no Ministério da Justiça. Posteriormente, ele foi professor universitário de direito penal em Nimegue nos três anos seguintes.
Na década de 1970, foi Ministro da Justiça nos governos do conservador Barend Biesheuvel (1971-1973) e do Partido Trabalhista Joop den Uyl (1973-1977), e durante o governo do último ele também exerceu o cargo de vice-primeiro-ministro. Posteriormente, foi candidato do CDA nas eleições gerais de 1977, nas quais seu partido dobrou o número de cadeiras na Segunda Câmara até chegar à segunda colocação, com 31% dos votos. Ao longo de sua carreira, ele se caracterizou por sua capacidade de chegar a acordos com diferentes grupos.
Van Agt exerceu o cargo de Primeiro-ministro dos Países Baixos de 1977 até 1982 em três gabinetes distintos. Entre 1977 e 1981 formou um governo de coalizão com o Partido Popular para a Liberdade e Democracia (VVD), que concentrou os seus esforços na estabilizão econômica e apresentou uma reforma territorial e administrativa do estado. Após a sua vitoria nas eleições de 1981 formou um novo gabinete com o Partido do Trabalho e o Democratas 66, mas suas desavenças com Joop den Uyl o levaram a convocar eleições anticipadas e formar um governo provisório, no qual também exerceu o cargo de Ministro das Relações Exteriores. Após as eleições de 1982, ele desistiu de sua candidatura  para liderar o CDA e foi sucedido por Ruud Lubbers, que logo depois se tornaria o novo Primeiro-ministro.
Foi Presidente do Conselho Europeu durante o primeiro semestre de 1981, sendo sucedido pela britânica Margaret Thatcher. De 1987 a 1990, ele foi embaixador da Comunidade Europeia em Tóquio. Em 1989, foi nomeado novamente embaixador da Comunidade Europeia, desta vez, em Washington para um prazo de cinco anos.

## Vida pessoal
Casamento
Dries van Agt casou com Eugenie Krekelberg em 1958, com quem teve três filhos.
Saúde e morte
Em maio de 2019, Van Agt sofreu uma hemorragia cerebral enquanto fazia um discurso no prédio da Missão Palestina em Haia.
Devido a problemas de saúde que o afetavam, decidiu fazer uma eutanásia junto com sua esposa, Eugenie, e morreu em um hospital na cidade de Nijmegen, em 5 de fevereiro de 2024, aos 93 anos.

## Condecorações
- 9 December 1982 – Cavaleiro Grã-Cruz da Ordem de Orange-Nassau